# بيش (مدينة)
بيش هي حاضرة ومركز محافظة بيش جنوب غرب السعودية، وتبعد عن مدينة جيزان بمسافة 70 كم تقريباً إلى الشمال، كما تبعد حوالي 20 كم إلى الشرق من مدينة جازان للصناعات الأساسية والتحويلية، كما تقع على الطريق الدولي جدة - جازان - اليمن (الطريق السريع 5). كانت تُسمّى سابقًا بأم الخشب وتشتهر بالزراعة لموقعها المجاور لوادي بيش.

## بيش في الأشعار
- ما ذكره البكري وأورده الأحوص:[2]

- وقال أبو دهبل:[3]

- وقال ربيعة اليمني (القرن الخامس الهجري) يمدح الملك علي بن محمد الصليحي:

## الخدمات
يوجد بالمدينة مستشفى عام ومركزاً للرعاية الأولية، ومركزاً لمكافحة الملاريا. أما المدارس فيها ثلاث مدارس ثانوية ومدرستان متوسطتان، وأربع مدارس ابتدائية، ومدرسة ابتدائية ومتوسطة وثانوية لتحفيظ القرآن الكريم هذا بالنسبة للذكور، أما البنات فهناك ثلاث مدارس ثانوية وثلاث مدراس متوسطة وست مدارس ابتدائية ومدرسة ابتدائية ومتوسطة وثانوية لتحفيظ القرآن الكريم. يوجد بها أيضاً فروع لعدد من الدوائر الحكومية، كما أن بها نادياً رياضياً واجتماعياً وثقافياً.

## سوق السبت
تكتسب المحافظة شهرة واسعة من موقعها الاستراتيجي الذي تتصف به لكونها تقع على الطريق الدولي الذي يربط السعودية باليمن، هذا بالإضافة إلى سوق السبت الشعبي وهو يوم التسوق للأهالي في المدينة والقرى المجاورة، ومن أهم معروضاته أدوات الزراعة التقليدية والأواني الفخارية والأدوات المصنوعة من الخوص وبيع المنتجات الزراعية كالحبوب بأنواعها كما يوجد في هذا السوق قسم مخصص لبيع الماشية والأبقار والإبل ويبعد عن المدينة 8 كم غرباً تقريباً.

## الرياضة
يعد نادي بيش من أوائل الأندية في السعودية، وبدأت المطالبة بتسجيله في رعاية الشباب تقريباً في عام 1384هـ.